# لاري ميلر (موسيقي)
لاري ميلر (بالإنجليزية: Larry Miller)‏ هو موسيقي أمريكي، ولد في 7 يوليو 1936.